# Говінда
Ґовінда (санскр. गोविन्द, govinda IAST, «захисник корів») - одне з імен Крішни і Вішну в індуїзмі. 
Ґо в перекладі з санскриту має кілька значень: «корова», «земля» або «почуття», а вінда перекладається як «захисник»; таким чином, в контексті одного з імен Крішни, Ґовінда може означати «Крішна, який є захисником корів і землі». Можливі значення - Говінда - Той, хто насолоджується гімнами, які співають Йому віддані;
Говіндампаті - руйнує нещастя тих, хто Його знає;
Історія про те, як Крішну назвали Ґовінда докладно описана в «Вішну-пурані», де йдеться, що це ім'я було дано йому Індрою після того, як Крішна підняв пагорб Говардхан і захистив корів і пастухів Вріндавана від проливного дощу.
У VIII століття  Шанкара написав знамениту молитву під назвою «Бхаджа-Ґовінда», основний зміст якої: «Просто поклоняючись Ґовинді можна легко перетнути океан народження і смерті» . Це вказує на те, що поклоніння Крішні звільняє з круговороту народження і смерті самсари, і призводить до вічного життя в блаженстві за межами цього матеріального світу на планетах світу духовного, де знаходиться вічна обитель Ґовінди. 
Ґовінда це також ім'я Вішну або Крішни, яке згадується як 187-е і 539-е ім'я на «Вішну-сахасранамі». Згідно з коментарем Шанкар до «Вішну -сахасранамі », переведеному Свамі Тапасьянандою, Говінда має три значення: 
1. Мудреці називають Крішну Говінда тому, що Він пронизує і підтримує всі світи.
2. У «Шантіпарві» «Махабхарати» розповідається як Вішну відновив Землю на своїй орбіті після того, як вона була скинута демонами у нижчі світи Патала, після чого напівбоги прославляли Його як Говінду («Захисника землі»).
3. В іншому значенні це «Той, кого можна пізнати тільки ведичними словами». Шанкара у своїй молитві «Бхаджа-Говінда» підкреслює особливу цінність, яку має внутрішня відданість Крішни.

В іншому індуїстському тексті, «Харівамші», Індра прославляє Крішну за те, що той став улюбленим пастухом корів, проголошуючи: «Люди теж будуть прославляти Його як Ґовінду». 

## В сучасній культурі
У 1971 році Джордж Харрісон спродюсував пісню «Govinda», текст якої складався з декількох віршів з «Брахма-самхіти». Пісню заспівали кришнаїти храму Ради-Крішни в Лондоні і вона вийшла на альбомі «The Radha Krsna Temple» і у вигляді окремого синглу.
У середині 1990-х років британська інді-рок група Kula Shaker випустила пісню санскритом під назвою «Govinda».
У московитському фільмі "ДМБ" (2000 року), коли військовий комісар намагається призвати до армії крішнаїтів, вони йому кажуть, що їм Говінда забороняє стріляти у людей, на що той каже, що призове їх у хімрезерв.
У 2005 році гурт "Димна суміш" випустив альбом "Ти живий" в якому є пісня "Говінда" санскритом.